# 堺
堺是位於日本大阪府的地名。

## 歷史中的堺
由於過去位於攝津國、河內國與和泉國的交界處，最初被稱為「境」，其日文發音為（Sakai），後來轉用為相同發音的「堺」。當時也因為位於三個國的交界處並且臨海，發展成為貿易港口；到了戰國時代，當地商人們為避免受到戰亂波及，組織了會合衆以自治的形式管理此地，並在城市的四周建立了護城河，維持堺的獨立自主，不隸屬任何領主，被當時來到日本的歐洲傳教士稱為像威尼斯一樣的自治城市，直到織田信長崛起後才臣服於其。豐臣秀吉統一日本後，為發展新的政治中心－大阪，商人們被強迫遷往大阪，此後堺只剩下港口的功能；而在17世紀的大阪之役中，堺也受到波及遭大火燒毀，此後貿易的功能也逐漸降低。

## 近代的堺
19世紀明治維新後，由於行政區劃的多次變化，在近代堺可能是指以下行政區劃：
- 堺縣：於1868年設立的縣，轄區範圍最大時曾包含現在的大阪府南半部及奈良縣，最後在1881年被併入大阪府。
- 堺市：前身為1880年設立的「堺區」，於1889年改制為市，現為政令指定都市。
- 堺區：2006年堺市升格為政令指定都市後設立的行政區，範圍即為過去「堺」的主要市區。

## 日本以外的堺
- 堺 (台灣)：台灣花蓮縣富里鄉的地名，過去為日治時代花蓮港廳玉里郡富里庄的大字，當時的命名源於位於花蓮港廳和台東廳的廳界。